# サメ肉

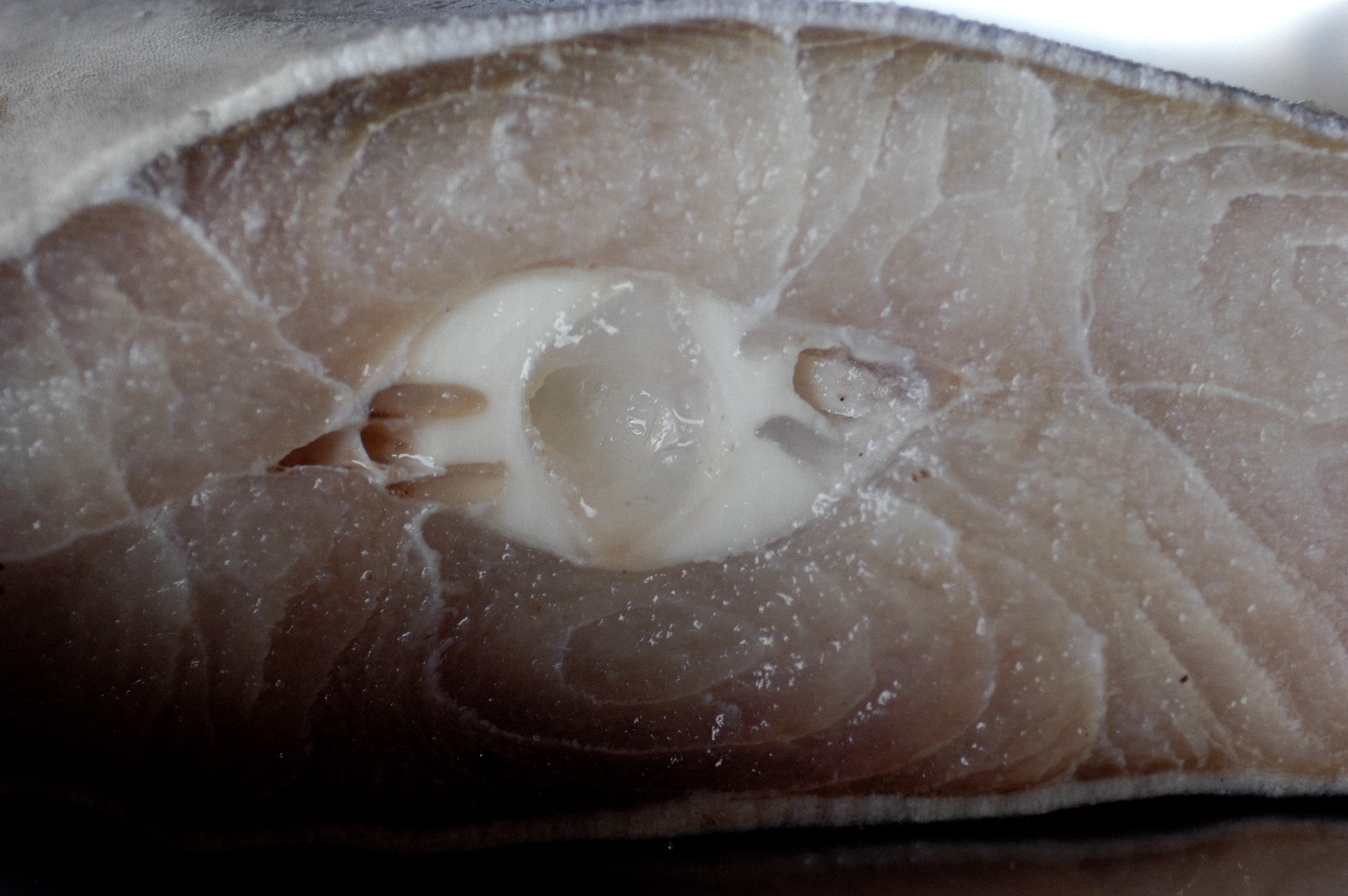
サメ肉の断面

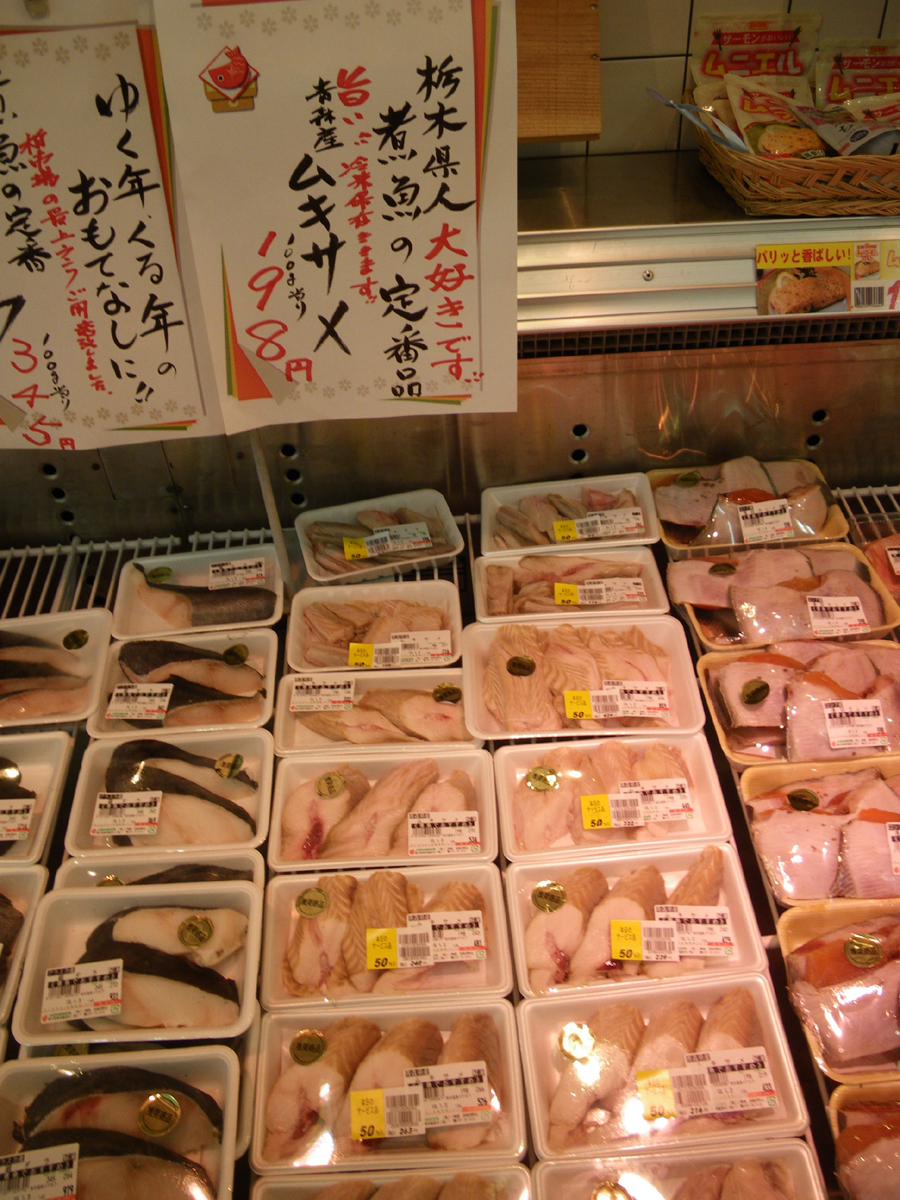
日本のスーパーマーケットで売られるサメ肉

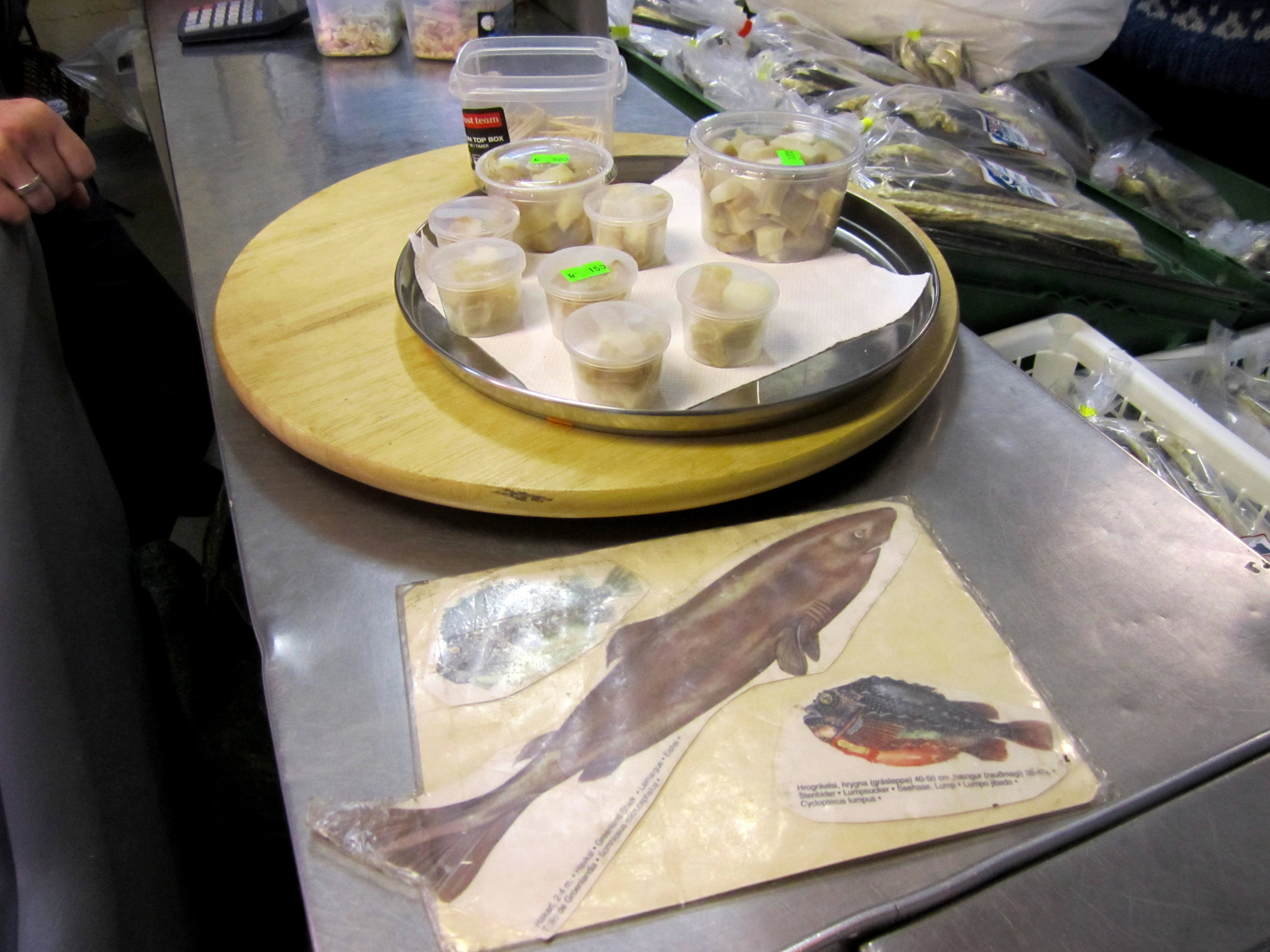
発酵サメ肉

サメ肉（サメにく、英: shark meat）は、シーフードとして食べられるサメの肉である。人間によるサメ肉の消費は、紀元4世紀の文書に記述がみられる。ニシネズミザメ、アオザメ、メジロザメ、オナガザメ等の様々な種類が消費される。アジアで人気があり、乾燥、燻製、塩漬けにされることも多い。日本、インド、スリランカ、アフリカの一部やメキシコでは日常的に消費される。西洋では劣った食物と考えられることもあるが、最近では人気が高まっている。

## 処理
未処理のサメ肉は、高濃度の尿素の蓄積のため、アンモニアの強い臭いを持つ。尿素の含有量とアンモニア臭は、レモン汁、酢、牛乳、塩水等でマリネすることにより低減が可能である。ステーキやフィレに加工されることもある。

## アフリカ
東アフリカやインド洋の島では、サメ肉は取引の対象となり、何世紀もの主要なタンパク質源であった。主に沿岸地域で消費される。塩漬けにより消費期限を延ばし、輸送しやすいようにしている。

## アジア
サメ肉はアジアでは一般的で人気がある。1996年には、世界全体のサメの漁獲量の55.4%がアジアであった。

### 日本
日本は、新鮮なサメ肉及び冷凍サメ肉の貿易に関し、輸出入とも大きなシェアを持つ。ソーセージ、すり身、蒲鉾、魚肉団子やその他の製品等、加工されて消費される場合が多い。伝統的に、日本全国で消費されてきた魚種である。

## オーストラリア
オーストラリアでは、サメ肉はフレークとして知られ、人気がある。フレークは主に、オーストラリア東岸に沿って豊富に生息し、小型で底生性のホシザメから作られる。フィッシュアンドチップスの材料としてよく用いられる。

## ヨーロッパ
国際連合食糧農業機関によると、ヨーロッパ各国はサメ肉の主要な市場である。ツノザメの酢漬けは、イギリス、ドイツ、フランスや北欧の国々でよく食べられる。通常、ステーキ状かヒレ状に切り分けられて消費される。しかしドイツでは、背肉、腹肉、燻製腹肉が好まれ、Schillerlockenと呼ばれる。FAOによると、1999年にはイタリアがサメ肉の最大輸入国で、フランスとスペインがそれに続いた。

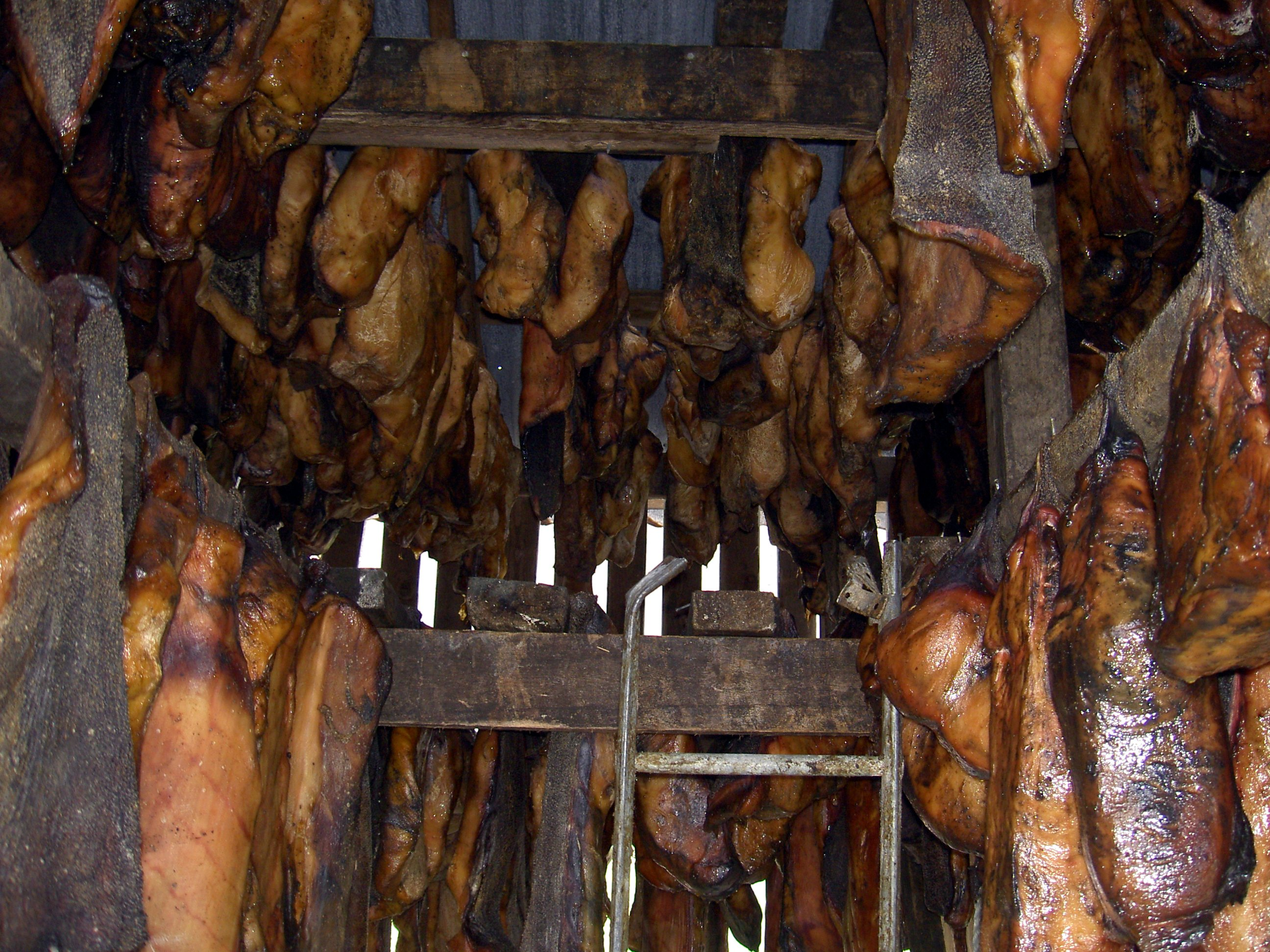
乾燥中のハカール

### アイスランド
アイスランドでは、ニシオンデンザメかオンデンザメを用いたハカールが国民食となっている。サメを土に埋めて発酵させ、その後数か月吊るして乾燥させて作られる。